# 大山真奈
大山 真奈（おおやま まな、1992年12月7日 - ）は、香川県高松市出身のハンドボール選手。日本ハンドボールリーグのソニーセミコンダクタマニュファクチャリングブルーサクヤ所属。

## 経歴
大阪体育大学時代は2013年に全日本学生ハンドボール選手権大会（インカレ）で優秀選手賞を受賞。
2014年は第2回U-22東アジア選手権の日本代表に選出。8月の西日本学生選手権大会では優秀選手賞を受賞し、11月に行われたインカレでは2年連続で優秀選手賞を受賞した。
2015年1月に日本ハンドボールリーグの北國銀行へ加入。背番号は「7」。同年2月21日のHC名古屋戦で初出場し、1得点を挙げた。7月には第28回ユニバーシアード競技大会の日本代表U-24に選出。
2016年7月には第21回ヒロシマ国際ハンドボール大会の日本代表に選出。
2017年3月に第16回女子アジア選手権の日本代表に選出。
2021年7月開幕の東京オリンピック日本代表に選出される。
オリンピック終了後、ハンガリーのフェヘールバールに移籍。
2023年7月、ソニーセミコンダクタマニュファクチャリングに移籍。

## 詳細情報

### 年度別成績
| 年       | チーム   | 試合 | フィールド 得点 | 率    | 7m  | 合計    | 警告 | 退場 | 失格 |
| -------- | -------- | ---- | --------------- | ----- | --- | ------- | ---- | ---- | ---- |
| 2014-15  | 北國銀行 | 2    | 1/1             | 1.000 | 0/0 | 1/1     | 0    | 0    | 0    |
| 2015-16  | 北國銀行 | 12   | 19/33           | .576  | 0/0 | 19/33   | 4    | 1    | 0    |
| 2016-17  | 北國銀行 | 18   | 39/68           | .574  | 0/0 | 39/68   | 1    | 3    | 0    |
| 2017-18  | 北國銀行 | 24   | 72/104          | .692  | 1/1 | 73/105  | 4    | 8    | 0    |
| 2018-19  | 北國銀行 | 24   | 47/73           | .644  | 1/1 | 48/74   | 5    | 2    | 0    |
| 2019-20  | 北國銀行 | 14   | 40/68           | .588  | 2/2 | 42/70   | 0    | 1    | 0    |
| 2020-21  | 北國銀行 | 11   | 29/55           | .527  | 0/0 | 29/55   | 0    | 5    | 0    |
| JHL：7年 | JHL：7年 | 80   | 247/402         | .614  | 4/4 | 251/406 | 14   | 20   | 0    |

- 各年度の太字はリーグ最高

### タイトル・表彰

#### 日本ハンドボールリーグ
- 最高殊勲選手賞：1回 (2020年)
- ベストセブン賞：1回 (2019年)

### 記録

#### 日本ハンドボールリーグ
- フィールドゴール初得点：2015年2月21日、対HC名古屋戦（ブラザー体育館）[6]
- 7mスロー初得点：2018年1月8日、対大阪ラヴィッツ戦（サンエイワーク住吉スポーツセンター）[12]
- リーグ通算100得点：2018年1月8日、対大阪ラヴィッツ戦（サンエイワーク住吉スポーツセンター）[12]
- リーグ通算200得点：2020年1月19日、対HC名古屋戦（高松市香川総合体育館）[13]

### 背番号
- 7 (2015年 - 2021年、北國銀行)
- 25 (2021年 - 2023年、アルバフェヘールバール)
- 25 (2023年 - 、ソニーセミコンダクタマニュファクチャリング)

## 代表歴

### 日本代表
- 世界選手権 (2017年・2019年)
- アジア選手権 (2017年・2018年)
- アジア競技大会 (2018年)
- ジャパンカップ (2018年・2019年)
- ヒロシマ国際大会 (2016年)
- 日韓定期戦 (2018年・2019年)
- おりひめJAPAN トライアルゲームズ (2018年)

#### 大会別成績
| 年     | 大会       | 対戦国                  | フィールド 得点 | 率   | 7m  | 合計 | 警告 | 退場 | 失格 |
| ------ | ---------- | ----------------------- | --------------- | ---- | --- | ---- | ---- | ---- | ---- |
| 2017年 | 世界選手権 | ブラジル戦 (予選)       | 0/0             | -    | 0/0 | 0/0  | 0    | 0    | 0    |
| 2017年 | 世界選手権 | デンマーク戦 (予選)     | 1/5             | .200 | 2/2 | 3/7  | 0    | 0    | 0    |
| 2017年 | 世界選手権 | モンテネグロ戦 (予選)   | 0/0             | -    | 0/0 | 0/0  | 0    | 0    | 0    |
| 2017年 | 世界選手権 | ロシア戦 (予選)         | 0/1             | .000 | 2/3 | 2/4  | 0    | 1    | 0    |
| 2017年 | 世界選手権 | チュニジア戦 (予選)     | 0/0             | -    | 2/3 | 2/3  | 0    | 0    | 0    |
| 2017年 | 世界選手権 | オランダ戦 (決勝T1回戦) | 0/0             | -    | 1/1 | 1/1  | 0    | 0    | 0    |

### 日本代表U-24
- 世界学生選手権 (2016年)
- ユニバーシアード競技大会 (2015年)

### 日本代表U-22
- U-22東アジア選手権 (2014年)